# Enargia fuliginosa
Enargia fuliginosa là một loài bướm đêm trong họ Noctuidae.